# 科學院站 (卡盧加-里加線)
科學院站（羅馬化：Akademicheskaya）是莫斯科地鐵卡盧加－里加線的一個車站。科學院站開通於1962年，站名來自於附近的科學院街。現在科學院站平均每日客流量是67,400人。